# (4788) Simpson
(4788) Simpson es un asteroide perteneciente al cinturón de asteroides, descubierto el 4 de octubre de 1986 por Edward Bowell desde la Estación Anderson Mesa (condado de Coconino, cerca de Flagstaff, Arizona, Estados Unidos).

## Designación y nombre
Designado provisionalmente como 1986 TL1. Fue nombrado Simpson en honor al compositor inglés Robert Simpson, en su 70 cumpleaños. Compositor de sinfonías y cuartetos de cuerda, ha sido fuertemente influenciado por Beethoven, Bruckner y Sibelius.

## Características orbitales
Simpson está situado a una distancia media del Sol de 2,262 ua, pudiendo alejarse hasta 2,557 ua y acercarse hasta 1,966 ua. Su excentricidad es 0,130 y la inclinación orbital 4,317 grados. Emplea 1242 días en completar una órbita alrededor del Sol.

## Características físicas
La magnitud absoluta de Simpson es 13,7. Tiene 3,583 km de diámetro y su albedo se estima en 0,5.